# Famille de Bourgneuf
Pour les articles homonymes, voir Bourgneuf.
Cette page explique l’histoire ou répertorie les différents membres de la famille de Bourgneuf.
La famille de Bourgneuf est une famille de la noblesse bretonne, éteinte avant la fin du XVIIe siècle.

## Historique
La famille de Bourgneuf est une famille de la noblesse bretonne, éteinte à la réformation de 1660. Famille ancienne du parlement de Bretagne, elle portera les titres de baron d'Orgères en 1641, puis marquis de Cucé en 1644.
Jean de Bourgneuf, prévôt de la monnaie de Rennes, receveur des fouages de Rennes en 1486, hérite de la seigneurie  de Jean Bouëdrier, son oncle, chanoine de Rennes. Jean Bourgneuf est anobli par la duchesse Anne de Bretagne en juin 1506 ; les lettres de noblesse sont confirmées par Louis XII en juillet 1506 et enregistrées à la Chambre des comptes de Bretagne le 26 novembre 1506.

## Armes, blasons, devises
Les armes de la famille sont d'argent au sautoir de sable, au franc quartier de gueules, chargé de deux poissons chargés en fasce, d'argent,.

## Personnalités
Cette famille a donné :
- 2 évêques de Nantes ;
- 8 premiers présidents aux parlements de Bretagne et de Paris ;
- 6 présidents à mortier ;
- 5 maîtres des requêtes.

Cette famille compte notamment les personnalités suivantes :
- Jean de Bourgneuf de Cucé ( -1513), seigneur d'Orgères et Cucé, prévôt des monnaies de Rennes en 1490. Il épouse Jeanne Thierry. De ce mariage naissent huit enfants[6].
  - Julien de Bourgneuf de Cucé (1500-1558), seigneur d'Orgères et Cucé, président à mortier au parlement en 1554. Il épouse Marie Dauvet. De ce mariage naissent deux enfants.
    - René de Bourgneuf (1526-1587), seigneur d'Orgères et Cucé, premier président du parlement de Bretagne du 27 février 1570 à sa mort. Il épouse Louise Marquer. De ce mariage naissent huit enfants.
      - Jean de Bourgneuf de Cucé (-1636), seigneur de Laillé, conseiller au parlement de Paris en 1583, premier président au parlement de Bretagne (1597-1636).
      - Henri de Bourgneuf de Cucé, seigneur d'Orgeron, premier président au parlement de Bretagne (1636-1660).
        - Henri de Bourgneuf d'Orgères (mort à 70 ans environ en 1660), premier président du parlement de Bretagne, évêque de Nantes de 1621 à 1622, sans postérité.

      - Charles de Bourgneuf de Cucé (-1617), évêque de Saint-Malo de 1586 à 1596, puis évêque de Nantes de 1598 à 1617.

## Demeures et possessions
- Terre et seigneurie de Cucé (évêché de Rennes), érigées en marquisat en 1644.
- Château d'Orgères, seigneurie d'Orgères, érigée en châtellenie en 1644, puis en baronnie par Louis XIV.

## Pour approfondir